# Rémunération sur objectifs de santé publique
La rémunération sur objectifs de santé publique (ROSP) est un moyen de rémunération des médecins et des pharmaciens libéraux français introduit par la convention médicale de 2011. 
Elle succède à une mesure expérimentale, le contrat d'amélioration des pratiques individuelles (CAPI) et marque un tournant dans la rémunération des médecins libéraux français traditionnellement rémunérés à l'acte pour introduire une part de paiement à la capitation. Elle consiste à accorder une rémunération supplémentaire aux médecins acceptant de faire évoluer leur pratiques sur certains critères aussi bien médicaux qu'économiques : on parle de paiement à la performance.

## Évolution des modes de rémunération
Depuis le début des années 2000, accompagnées par les travaux de nombreux économistes ,, de nombreuses autorités de tutelles dans le domaine de la santé de la majorité des pays de l'OCDE font évoluer le mode de rémunération des médecins libéraux en réduisant la part de la rémunération à l'acte (en) pour accentuer celle des forfaits et de la capitation. Dans ce sens, la rémunération par forfait apparait en France en 1997 avant d'être revalorisée en 2004. Puis en 2008, une expérimentation sur la base du volontariat apparait : le contrat d'amélioration des pratiques individuelles (CAPI), il met en œuvre une ébauche de rémunération par capitation. En 2009, un tiers des médecins éligibles souscrivent au CAPI . Ce succès relatif est la base de la généralisation de ce mode de rémunération sous forme de la ROSP dès 2011.

## Convention de 2011 et apparition de la ROSP
En 2011, la nouvelle convention médicale est signée entre l'Union nationale des caisses d'assurance maladie et trois principaux syndicats représentatifs des médecins (CSMF, SML et MG France), puis dans un second temps, par un quatrième syndicat (FMF). Elle permet la mise en place de la ROSP chez plusieurs spécialités médicales : les médecins généralistes, les cardiologues et les gastro-entérologues. Elle est incluse dans la convention signée par les médecins mais elle peut être refusée par une démarche personnelle sans que des sanctions ne soient appliquées.

### Organisation des critères

#### Pour les médecins généralistes
La première version de la ROSP comprend 29 indicateurs répartis en deux sous-ensembles : un concernant l'organisation du cabinet, l'autre concernant la qualité de la pratique médicale. Une partie des indicateurs est déclarée directement par les médecins, une fois par an, l'autre partie est directement recueillie par les caisses de l'Assurance maladie. Chaque indicateur est ensuite pondéré en fonction de la taille de patientèle déclarant le praticien comme médecin traitant.

### Rémunération

#### Pour les médecins généralistes
Depuis l'apparition de la ROSP, la part qu'elle représente dans les rémunérations des médecins généralistes est constamment croissante : de 4 982 euros en moyenne en 2012  jusqu'à 6 402 euros en 2015 .

## Évolution à la suite de la convention médicale de 2016
La convention médicale signée en 2016 entre l'UNCAM et syndicats représentatifs des médecins (FMF, Le Bloc, MG France) acte la poursuite de la ROSP, et entérine l'augmentation du nombre de critères cliniques, la modification des indicateurs d'organisation du cabinet, l'augmentation du nombre de points attribués et l'introduction d'indicateurs chez l'enfant.

## Polémiques, impact et ressenti
Lors de l'apparition de l’ancêtre de la ROSP , il faut noter que le Conseil national de l'Ordre des médecins se montre opposé à ce type de rémunération, pointant un système contraire à l'égalité entre médecins et à la déontologie médicale .
La Caisse nationale d'assurance maladie a présenté en 2016 un rapport après quatre ans d'existence de ce dispositif, qui juge de façon très positive l'impact de cette mesure, en soulignant que l'atteinte des objectifs avait progressé constamment sur 14 des 19 critères cliniques.
Cependant d'autres publications sont plus réservées sur l'impact de ce type de paiement à la performance, en se basant notamment sur l'équivalent britannique de la ROSP : le QOF ,.
D'autres travaux mettent en évidence un rejet important de ce type d'initiative par les praticiens eux-mêmes, même si les raisons invoquées sont très variables en fonction du profil des médecins interrogés,.